# والیبال قهرمانی باشگاه‌های مردان جهان ۲۰۱۳
والیبال قهرمانی باشگاه‌های مردان جهان ۲۰۱۳ ۹امین دوره قهرمانی باشگاه‌های جهان از ۱۵ تا ۲۰ اکتبر ۲۰۱۳ به میزبانی بتیم برزیل برگزار شد و در نهایت ساداکروزیرو قهرمان این دوره از مسابقات باشگاهی جهان شد.

## سالن
- دیوینو براگا، بتیم، برزیل

## تیم‌های انتخاب شده
| تیم                  | واجد شرایط به عنوان                         |
| -------------------- | ------------------------------------------- |
| ساداکروزیرو          | میزبان                                      |
| صفاقسی               | قهرمانان قهرمانی باشگاه‌های آفریقا ۲۰۱۳      |
| کاله مازندران        | قهرمان قهرمانی باشگاه‌های آسیا ۲۰۱۳          |
| لوکوموتیو نووسیبیرسک | قهرمان لیگ قهرمانان والیبال اروپا ۲۰۱۳      |
| لا رومانا            | قهرمانی قهرمانی باشگاه‌های نورسکا ۲۰۱۳       |
| یو پی سی ان سن خوان  | قهرمان قهرمانی باشگاه‌های آمریکای جنوبی ۲۰۱۳ |
| ترنتینو              | وایلد کارت و قهرمان ۴ دوره باشگاه‌های جهان   |
| پاناسونیک پنترز      | وایلد کارت و دعوت ویژه                      |

## گروه بندی
| گروه A                                                    | گروه B                                            |
| --------------------------------------------------------- | ------------------------------------------------- |
| ترنتینو یو پی سی ان سن خوان کاله مازندران پاناسونیک پنترز | ساداکروزیرو لوکوموتیو نووسیبیرسک لا رومانا صفاقسی |

## فینال
| تاریخ  | ساعت  |                      | امتیاز |             | ست ۱  | ست ۲  | ست ۳  | ست ۴ | ست ۵ | مجموع | گزارش |
| ------ | ----- | -------------------- | ------ | ----------- | ----- | ----- | ----- | ---- | ---- | ----- | ----- |
| ۲۰ Oct | ۱۶:۱۰ | لوکوموتیو نووسیبیرسک | ۰–۳    | ساداکروزیرو | ۲۰–۲۵ | ۱۹–۲۵ | ۲۰–۲۵ |      |      | ۵۹–۷۵ | P2 P3 |

## رده بندی نهایی

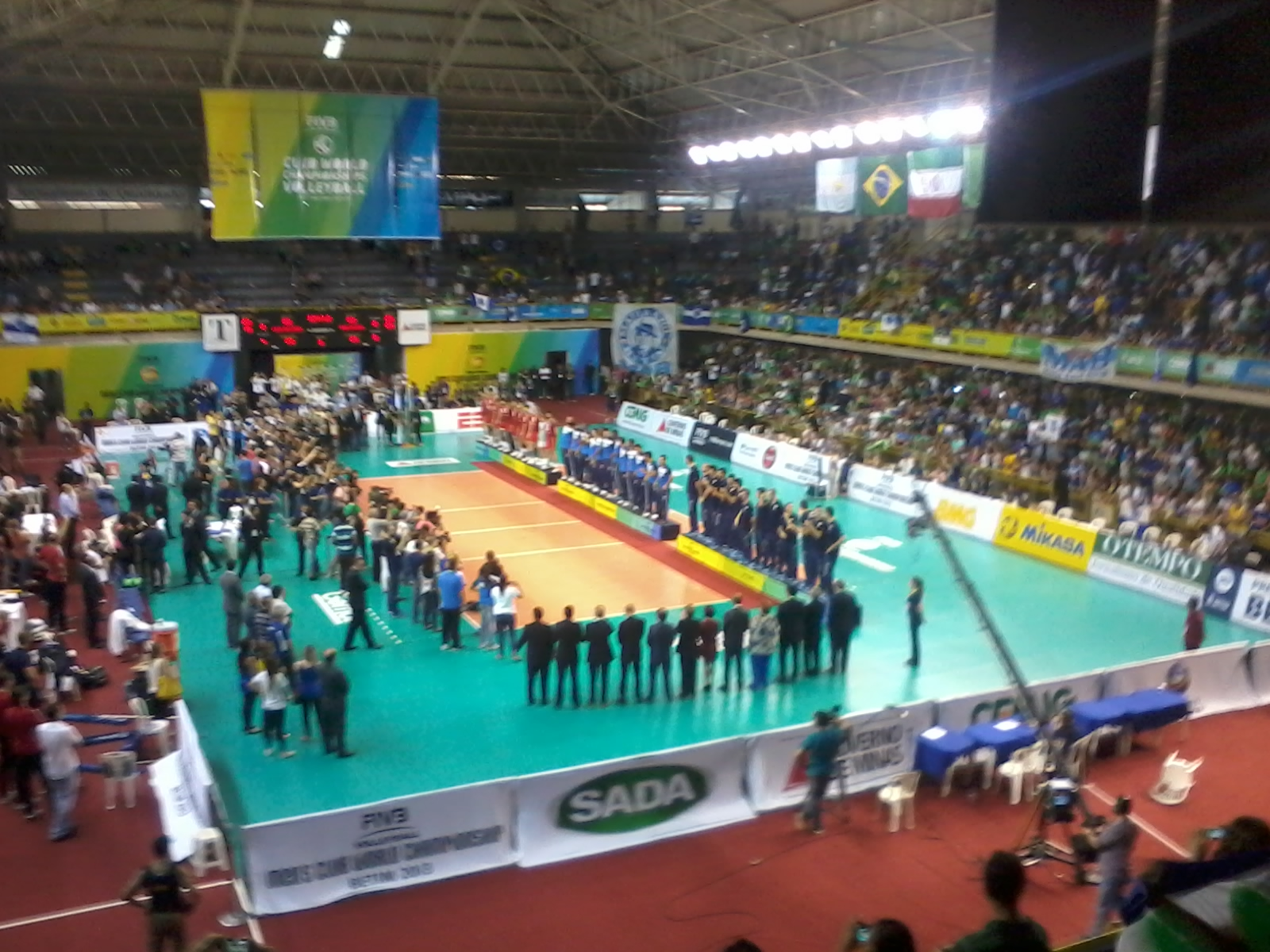
مراسم اهدای جوایز

| رتبه | تیم                  |
| ---- | -------------------- |
| 1    | ساداکروزیرو          |
| 2    | لوکوموتیو نووسیبیرسک |
| 3    | ترنتینو              |
| ۴    | یو پی سی ان سن خوان  |
| ۵    | صفاقسی               |
| ۵    | پاناسونیک پنترز      |
| ۷    | لا رومانا            |
| ۷    | کاله مازندران        |

## جوایز
- باارزش ترین بازیکن:  ولاس دسوزا - ساداکروزیرو
- بهترین پاسور:  ویلیام آرجونا - ساداکروزیرو
- بهترین دریافت کننده:  یواندری لیل (ساداکروزیرو) -  لوکاش دویش (لوکوموتیو نووسیبیرسک)
- بهترین مدافع روی تور:  امانوئل بیرارلی (ترنتینو) -  ماتئو بورستالر (ترنتینو)
- بهترین پشت خط زن:  تسوتان سوکولوف - ترنتینو
- بهترین لیبرو:  سرجیو نوگیرا - ساداکروزیرو